# Лазертаг

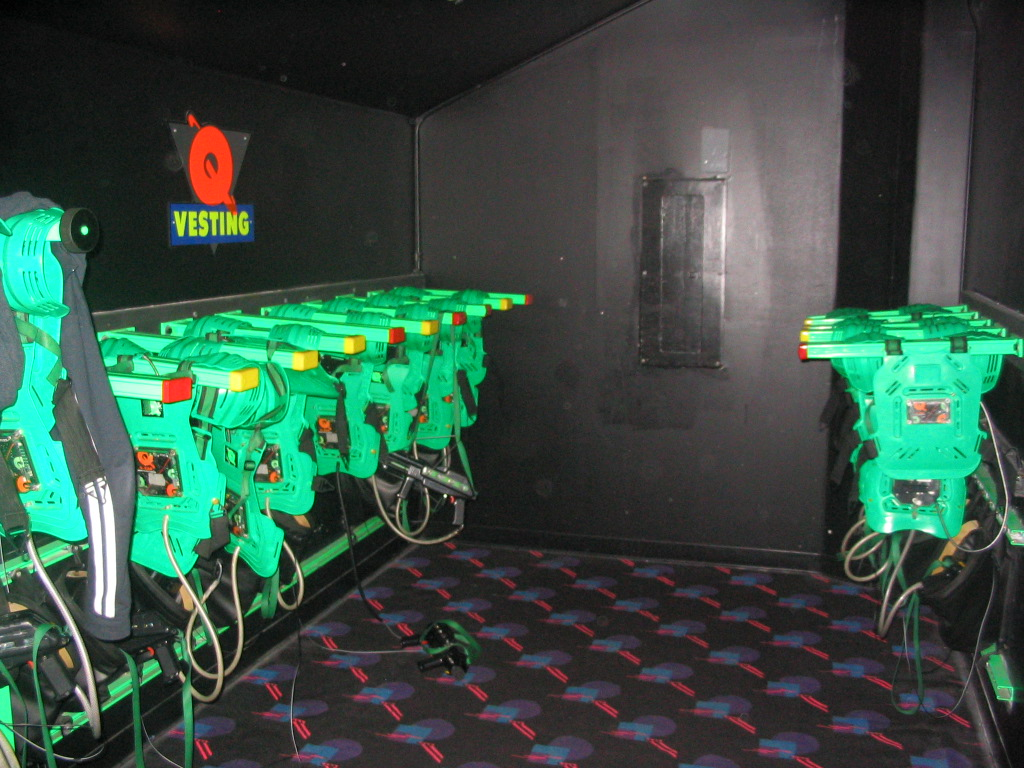
Екіпірування

Лазертаг (від англ laser — лазер і tag — мітка) — це захоплююча тактична спортивно-розважальна гра в реальному часі і просторі, що розвиває у гравців швидкість пересування, фізичну витривалість, швидкість мислення, тактичну кмітливість і командний дух.
Учасники використовують макети зброї (тагери), обладнані інфрачервоним випромінювачем, який дублюється променем видимого світла, для поразки супротивників або окремих цілей. Кожен гравець вдягнутий у елементи екіпірування, яке має чутливі до інфрачервоного випромінювання датчики. Також різноманітні пристрої з ІЧ-випромінювачами та датчиками поразки можуть бути розташовані у довільних місцях ігрового майданчика.
З моменту свого виникнення в 1979 році, з випуском іграшки Star Trek Electronic Phasers, виробленої брендом South Bend Electronics Мілтона Бредлі, лазертаг перетворився на різні види гри як у приміщенні, так і на вулиці. Лазертаг популярна серед людей різного віку.

## Історія
Ще з кінця 60-х років військовослужбовці у США намагалися впровадити симулятори з ІЧ-випромінювачами для тактичних тренувань. Але успіх чекав їх лише наприкінці 1970-х і на початку 1980-х років, коли армія Сполучених Штатів розгорнула систему з використанням інфрачервоних променів для бойової підготовки. Система MILES (вже друга версія якої існує зараз) функціонує як лазертаг, оскільки промені «вистрілюються» в приймачі, які зараховують попадання. Подібні системи зараз виробляються кількома компаніями і використовуються різними збройними силами в усьому світі.
У 1982 році Джордж Картер III розпочав процес розробки системи на основі арени для відтворення версії гри з очками, яка спочатку спала йому на думку в 1977 році під час перегляду фільму «Зоряні війни». Урочисте відкриття першого центру Photon відбулося в Далласі, штат Техас, 28 березня 1984 року. 17 листопада 2005 року Картер був нагороджений Міжнародною асоціацією лазертагів за внесок у індустрію лазертагів. На нагороді вигравірувано «Вручено Джорджу А. Картеру III на знак визнання винахідника та засновника індустрії лазертагів».
У 1986 році на ринку з'явилися перші іграшки Photon, майже одночасно з іграшками Lazer Tag від Worlds of Wonder та кількома іншими подібними іграшками на основі інфрачервоного та видимого світла. Worlds of Wonder припинив свою діяльність приблизно у 1988 році, а Photon послідував за ним у 1989 році, оскільки мода на ігри тимчасово зникла.
Сьогодні в усьому світі є обладнання для лазертагу різних назв і брендів, а також велика різноманітність споживчого обладнання для домашніх ігор і професійного обладнання для відкритих лазертаг-арен і підприємств.

## Ігрова механіка
Системи лазертаг сильно відрізняються за своїми технічними можливостями та сферами застосування. Ігрова механіка в лазертагу тісно пов'язана з використовуваним апаратним забезпеченням, комунікаційними можливостями системи, вбудованим програмним забезпеченням, яке запускає обладнання, інтеграцією між обладнанням гравця та пристроями в об'єкті, середовищем і конфігурацією програмного забезпечення, яке керує обладнанням.
Отримана в результаті ігрова механіка може призвести до різних ігрових подій: від надзвичайно реалістичної симуляції бою, яку використовують військові, до фантастичних сценаріїв, натхнених науковою фантастикою та відеоіграми.
Швидкість стрільби, цілі, наслідки ураження лазертаг-зброєю, кількість життів та інші параметри часто можна змінювати дуже швидко, щоб урізноманітнити гру.

## Обладнання і технології
У своїй основі лазертаг-системи зазвичай використовують інфрачервоне випромінювання для відстеження дії променю. Під час гри в приміщенні видиме світло в поєднанні з театральним туманом може забезпечувати візуальний ефект стрільби, але не має фактичної ролі в передачі ІЧ-сигналу.
У всіх системах, крім найпростіших, інфрачервоний сигнал, який посилає зброя під час пострілу, кодується інформацією про одиниці здоров'я, шкоду, ID-номери пристрою і таке інше. Це кодування дозволяє підраховувати очки, а також може запобігати перешкодам від дії несанкціонованих пристроїв у ігровій зоні. Зазвичай інфрачервоний промінь дублюється променем видимого світла.
Попри назву, обладнання для лазертагів частіше за все не використовує лазери через потенційну небезпеку. Світловий та інфрачервоний промені, що випромінюються ігровою зброєю (тагером), абсолютно безпечні як для зору, так і організму людини в цілому. Єдиний виняток — лазертаг-обладнання для військових, у якому, з певними обмеженнями, може використовуватися лазер першого класу безпечності.
Сучасне лазертаг-обладнання дозволяє гравцям імітувати різну існуючу реальну вогнепальну зброю або фантастичні зразки зброї з комп'ютерних ігор та фільмів, та має численне додаткове обладнання, таке як контрольні точки, бази для відродження, портативні аптечки, міни, бомби, ручні гранати тощо.

## Indoor-лазертаг

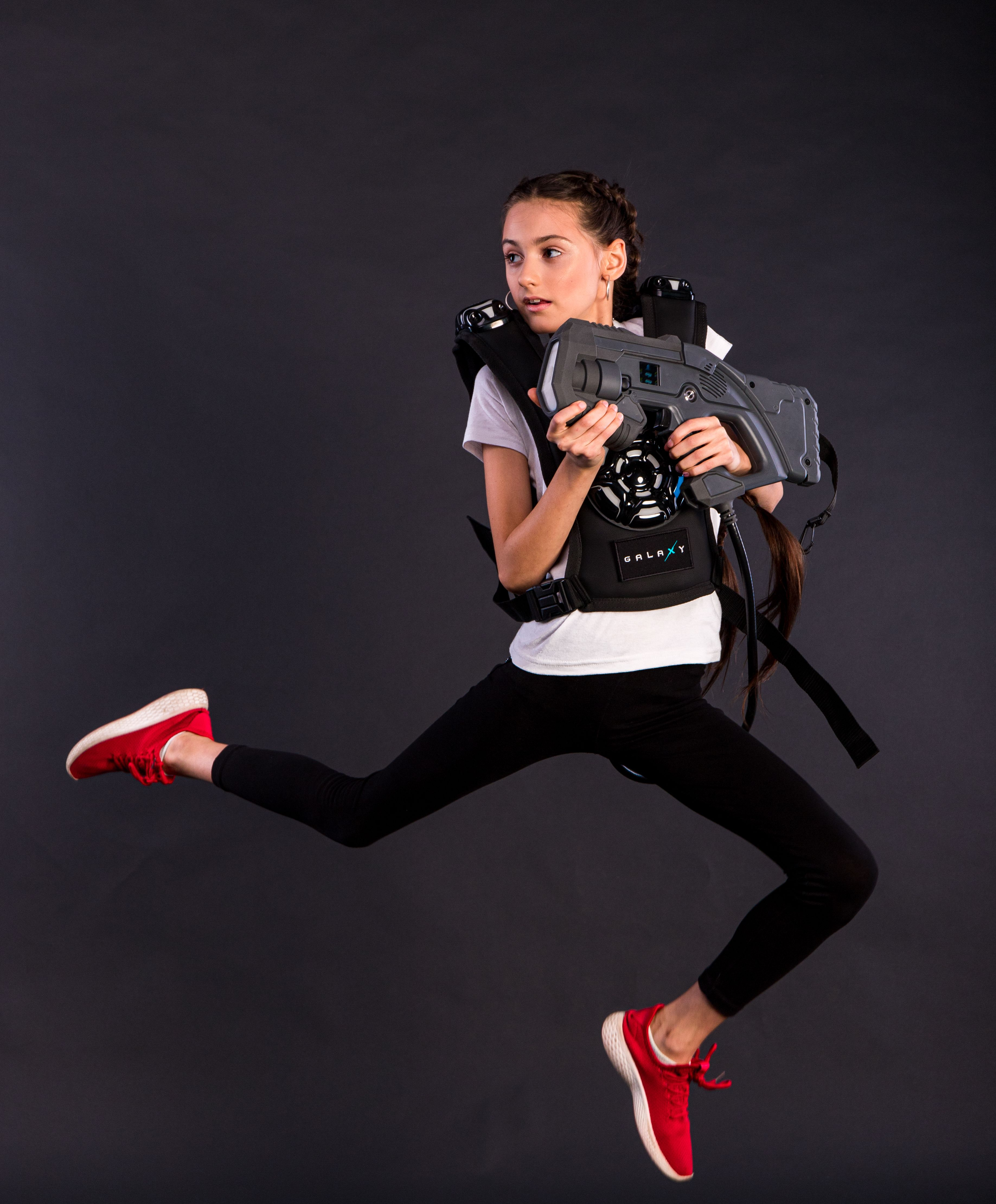
Дівчина-гравець, вдягнута у аренний комплект

У Indoor-лазертаг (або аренний лазертаг) зазвичай грають на великій арені (може бути або не бути темною), керованій оператором або інструктором. Комплекти гравців тісно пов'язані з пристроями всередині арени. Пристрої арени та самі комплекти можуть бути пов'язані з керуючим комп'ютером для підрахунку балів і контролю за параметрами гри за допомогою радіообладнання, в тому числі Wi-Fi, або інфрачервоного зв'язку. Ігровий комп'ютер часто служить для керування іншими ігровими ефектами та керування результатами гравців.
Розміри лазертаг-арени призначені для її розташування в невеличких приміщеннях, тому велика увага дизайну направлена на перфоманс та гейм-плей в цих умовах.
Існує багато різних торгових марок обладнання для Indoor-лазертагу, виробленого різними незалежними корпораціями. Зазвичай комерційні сайти використовують лише одну конкретну марку обладнання для лазертагу. Обладнання можна орендувати, придбати повністю (зазвичай за договорами про ексклюзивний ремонт з виробником), експлуатувати за франшизою та в рідкісних випадках виготовляти самостійно. Обладнання для лазертагу часто маркується тією ж назвою, що й корпорація, яка його виробляє та встановлює (наприклад, Laser Storm був виготовлений Laser Storm Inc.).
Окремі марки обладнання для лазертагу часто мають велику кількість ітерацій, причому значні оновлення часто позначаються підіменами, щоб відрізняти інші ітерації. (наприклад, назви різних ітерацій Laser Zone включають «Infusion», «Nexus», «Helios», додатково до інших). Також можливе маркування різних поколінь обладнання номерами (наприклад, версії обладнання 2.2, 2.5, 3.0) Ці ітерації потенційно можуть мати великі відмінності у зовнішньому вигляді обладнання та інтерфейсі користувача/ функціональності супутнього програмного забезпечення та саме обладнання. Як правило, назва марки обладнання для лазертагів буде посилатися на оригінальну назву бренду, незалежно від того, які окремі оновлення/ ітерації використовує лазертаг-центр.

## Outdoor-лазертаг
Для outdoor-лазертагу (позааренного) зазвичай очікується, що обладнання буде добре функціонувати на більших відстанях, навіть при денному світлі, тому обладнання вимагає вищої вихідної потужності і спеціально розробленої оптики.

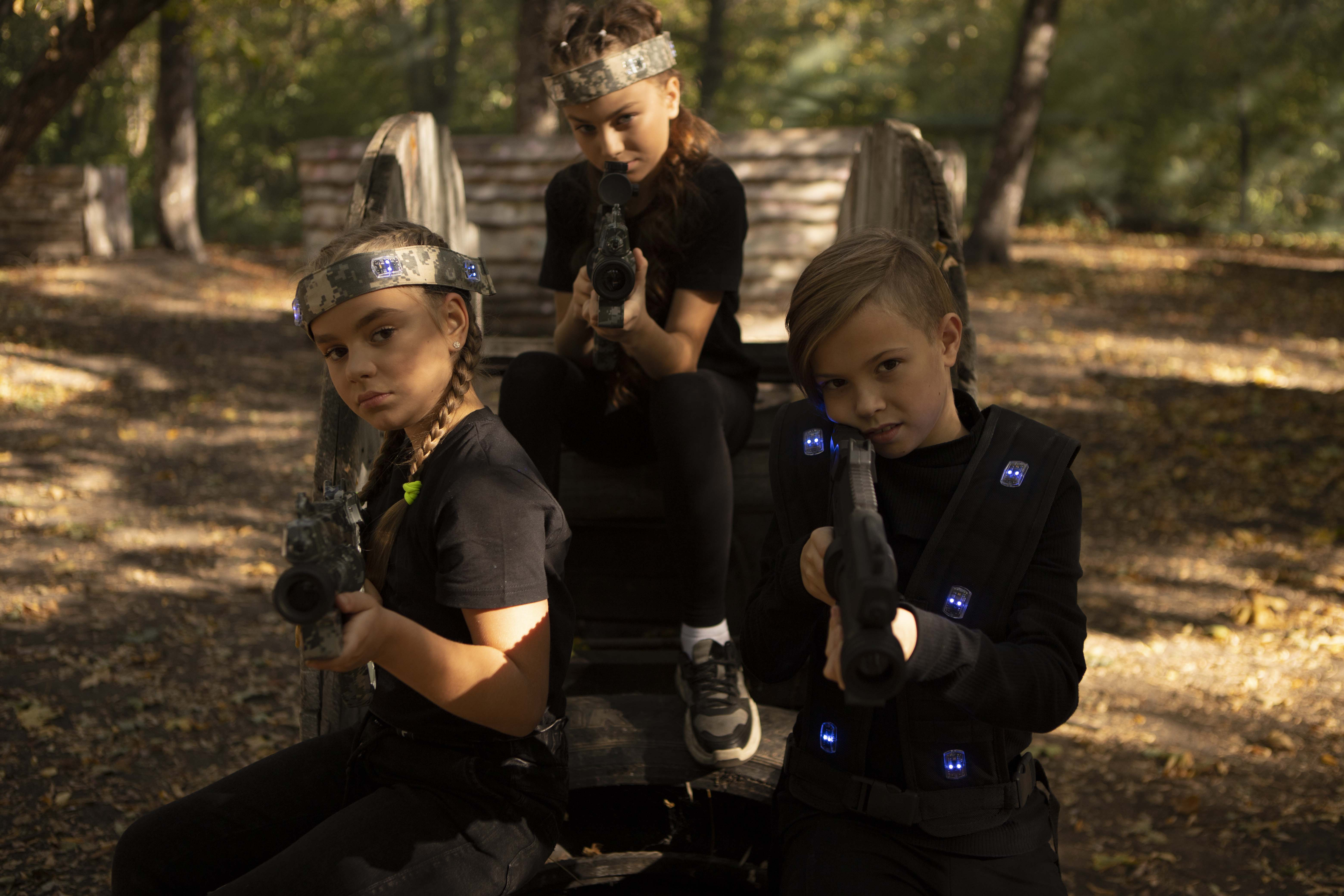
Гравці, вдягнуті у комплекти для позааренного лазертагу

Самі макети зброї та додаткові пристрої, як правило, виготовляються з обробленого алюмінію або полікарбонатного пластику, щоб витримувати навантаження на вулиці. Гравці зазвичай носять легкі пов'язки з датчиками на голові або жилети з датчиками, які реагують на влучення. Оператори або інструктори проводять ігри, або схожим чином з indoor-лазертагом, де ви підраховуєте кількість разів, коли ви влучаєте у інших гравців, або сценарії, які часто наближаються до бою в реальному світі або лазертаг-версії пейнтбольних ігор. Багато компаній, що мають пейнтбольні поля, додають лазертаг, щоб залучити нових гравців.
Позааренне обладнання дозволяє розширити можливості лазертагу. Лазертаг перемістився з великих складів та майданчіків у ТРЦ у ліс, чагарники та безплідні пустки. Для мобільного лазертагу можуть використовуватись мобільні надувні укриття різних конфігурацій та типів.

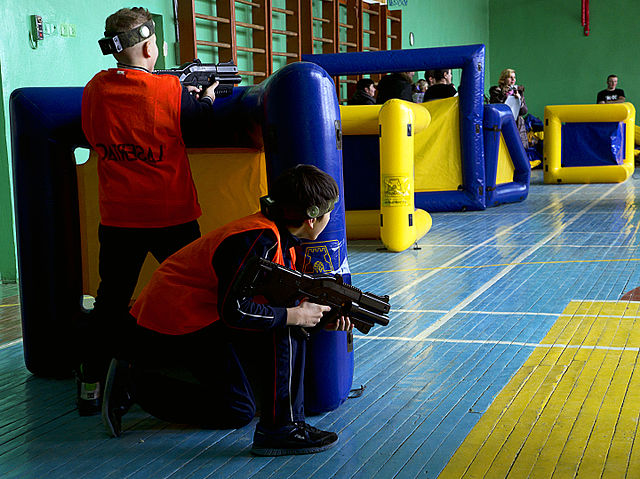
Гравці у мобільний лазертаг з використанням надувних укриттів

Деякі компанії, що користуються послугами мобільних лазертагів, проїхали понад 3000 км до суворих місць, наприклад, 30 метрів під землею в опалюваних бункерах, 150 км від джерела електрики у віддалених кемпінгах і 1500 км від асфальтованих доріг у високих районах Арктики, щоб запускати лазертаг-ігри.

## Спеціальні сценарії
Поряд зі стандартними командними або сольними матчами, коли одна команда або окремі особи намагаються вразити членів іншої команди або інших гравців, на багатьох ігрових майданчиках для проведення лазертаг-ігор відбуваються спеціальні матчі. Ці матчи відрізняються залежно від виробника обладнання та рівня технології системи. Часто вони мають різні цілі та завдання та демонструють технологічні можливості кожної системи. Можуть використовуватись як в аренному, так і в позааренному лазертазі.
Спеціальні сценарії включають:
Захоплення прапора — це ситуація, у якій гравець краде прапор суперника і повертає його на свою базу, щоб набрати очко або виграти матч (залежно від системи оцінок).
Захист VIP — команда з VIP має укривати та приховувати їх протягом певного періоду часу, поки команда противника намагається усунути VIP протягом заданого періоду часу. Існує кілька варіантів VIP, де VIP має виконати кілька дій, щоб бути «евакуйованим». Варіанти назви VIP-персони можуть бути різними в залежності від сценарію — «Бос», «Заручник» і т. і.
Режим «Стелс» або «Невидимість» — сценарії, у яких світлова індикація на датчиках поразки гравця вимикається.
Сценарії, орієнтовані на базу — коли команда повинна захищати свою базу, одночасно атакуючи базу суперника. Багато відомих ігрових лазертаг-систем використовують цей ігровий формат.
Сценарії Borg — коли гравці в команді діляться пулом спільних ресурсів.
Сценарії Juggernaut — один гравець стає «джаггернаутом» і отримує бали за те, щоб залишитися в ролі джаггернаута. Інші гравці намагаються усунути цього гравця і, таким чином, самі стати джаггернаутом. Назва цього гравця може відрізнятися в залежності від виробника конкретного обладнання («Титан», «Цар гори» і таке інше).
Сценарії домінування — такі, у яких гравець отримує бали за захоплення та утримання польової мішені (Контрольна точка, точка домінації) протягом певного періоду часу.
Сценарії на вибуття — коли гравець вибуває, якщо у нього влучають певну кількість разів. Гравці можуть грати окремо (Королівська битва) або командами. Один з варіантів сценаріїв «на вибуття» поєднується з «домінуванням», щоб змусити гравців рухатися замість того, щоб залишатися за укриттями.
Сценарії «Королівська битва» — такі, де гравці знищують один одного, поки не залишиться лише один вцілілий, і де впроваджено певні механізми, щоб перешкоджати гравцям залишатися на місці. У гру можна грати поодинці, вдвох або в команді.
Сценарії евакуації — коли одна команда не має можливості відродитися і повинна захищатися від нескінченної кількості супротивників протягом певного періоду часу.
Рольові ігри або ігри на основі класу персонажів — де обладнання кожного гравця виконує різні функції. Так гравець може виконувати роль «Медика», «Вампіра», «Зомбі» і таке інше.
Зараз виробники обладнання для лазертагу намагаються впровадити якомога більше різноманітних сценаріїв.

## Лазертаг в Україні

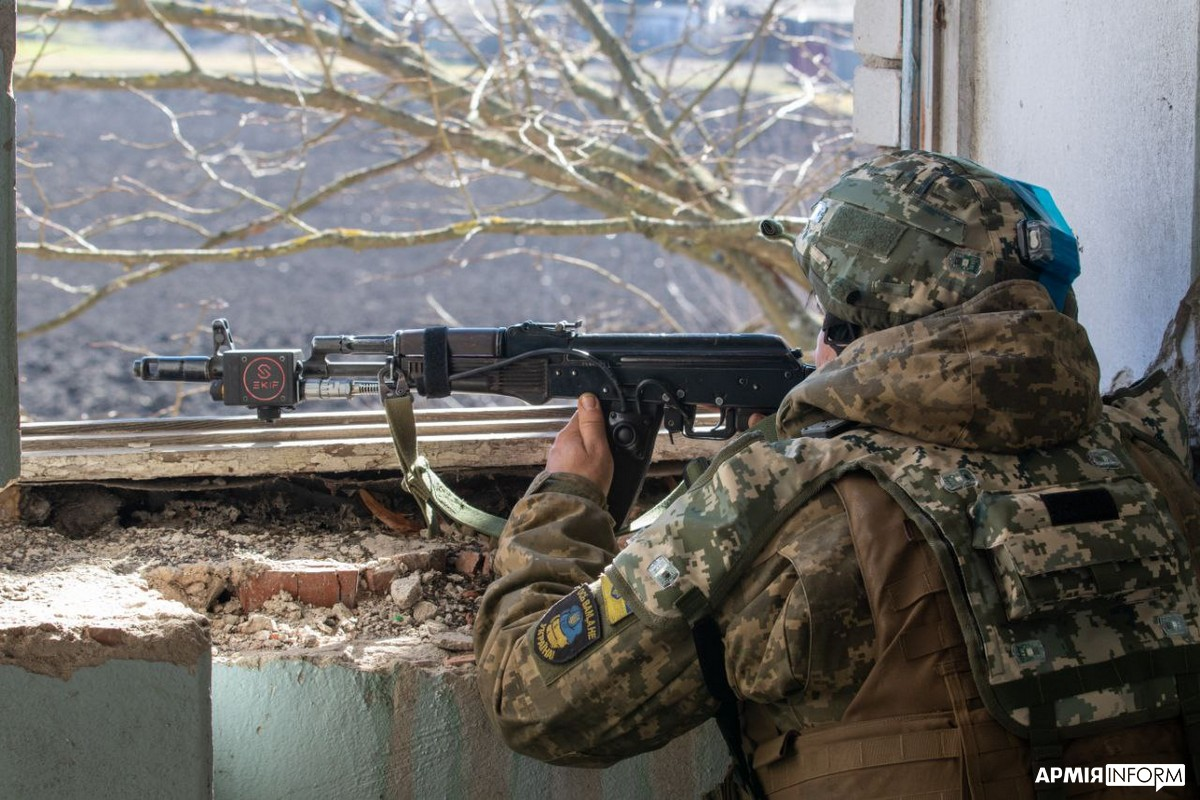
Український військовослужбовець з обладнанням для лазертагу під час навчань

Перші ігрові майданчики для лазертагу в Україні з'явились приблизно в середині 2000х років. Спочатку лазертаг-центри функціонували на базі обладнання від зарубіжних виробників, потім на території України з'явилося декілька власних виробників лазертаг-обладнання, деякі з яких функціонують до сьогодні.
На сьогоднішній день лазертаг в Україні представлений близько 100 клубами, які функціонують як в аренах, так і на відкритих майданчиках. Зазвичай лазертаг-майданчики знаходяться поряд з іншими типами розважальної діяльності для відвідувачів. Для позааренного лазертагу це може бути, наприклад, пейнтбол. Для аренного лазертагу, який частіше за все розташований у ТРЦ, це можуть бути атракціони з VR, ігрові автомати, аерохокей тощо[джерело?].

### Військове застосування

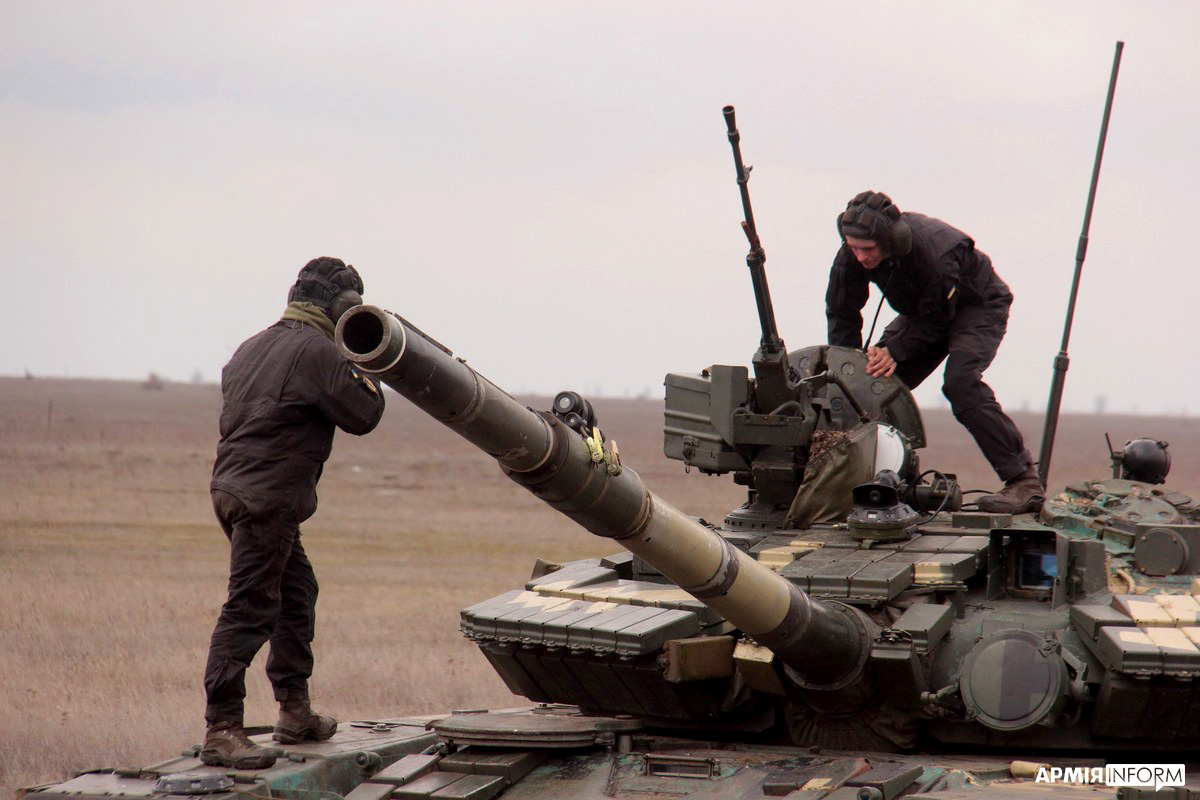
Т-64БВ з обладнанням для лазертагу, 2021 рік

Окрім розважальної сфери, лазертаг також використувується для проведення тактичних тренувань з імітацією двостороннього вогневого контакту службовцями силових структур. Вони можуть імітувати дію стрілецької зброї, ПЗРК, ПТРК, мін, гармат військової техніки абощо. При цьому командири можуть бачити в реальному часі хронологію всіх дій військовослужбовців: місце знаходження, кількість пострілів, кількість влучань, кількість та відсоток тих, хто не вибув.